# لاوفن آم نکا
شهر لاوفن آم نکا (به آلمانی: Lauffen am Neckar) در ایالت بادن-وورتمبرگ در کشور آلمان واقع شده‌است.